# Capitoli di Tokyo Ghoul

Copertina del secondo volume dell'edizione italiana, raffigurante Touka Kirishima

Questa è la lista dei capitoli della serie manga Tokyo Ghoul, scritta e disegnata da Sui Ishida e serializzata sulla rivista settimanale seinen Weekly Young Jump della Shūeisha tra l'8 settembre 2011 e il 18 settembre 2014. In Giappone i singoli capitoli sono stati raccolti in quattordici volumi tankōbon, che sono stati pubblicati tra il 17 febbraio 2012 e il 17 ottobre 2014. In Italia, invece, i diritti sono stati acquistati dalla J-Pop, che ha pubblicato tutti e quattordici i volumi. La storia segue le vicende di Ken Kaneki, un giovane studente universitario in punto di morte a cui vengono trapiantati gli organi di un ghoul.
Un prequel, intitolato Tokyo Ghoul: JACK, è stato serializzato sul Jump Live tra agosto e settembre 2013. Un sequel dal titolo Tokyo Ghoul:re, edito in Italia sempre da J-Pop, ha iniziato la serializzazione sul Weekly Young Jump il 16 ottobre 2014. La storia è ambientata due anni dopo la fine della serie originale e segue le vicende del "nuovo protagonista" Haise Sasaki.
Un adattamento anime di dodici episodi, prodotto dalla Pierrot e diretto da Shuhei Morita, è stato trasmesso sulla Tokyo MX tra il 3 luglio e il 18 settembre 2014. La serie televisiva è andata in onda più tardi anche su TVA, TVQ, TVO, AT-X e Dlife, mentre in Italia gli episodi sono stati trasmessi in streaming, in contemporanea col Giappone, dalla Dynit su VVVVID. Una seconda stagione anime, intitolata Tokyo Ghoul √A ed anch'essa acquistata dalla Dynit, ha avuto inizio l'8 gennaio 2015.

## Tokyo Ghoul
| 1  | 17 febbraio 2012 | ISBN 978-4-08-879272-9 | 4 novembre 2014   | ISBN 978-88-6883-084-7 |
| 1  | Capitoli - 001. Tragedia (悲劇?, Higeki) - 002. Strano fenomeno (異変?, Ihen) - 003. Terribile (最悪?, Saiaku) - 004. Caffè (珈琲?, Kōhī) - 005. Territorio di caccia (喰場?, Jikiba) - 006. Senso dell'orientamento (帰巣?, Kisō) - 007. Inganno (欺罔?, Gimō) - 008. Kagune (赫子?, Kakuko) - 009. Nascita (孵化?, Fuka) |                        |                   |                        |
| 2  | 19 marzo 2012 | ISBN 978-4-08-879291-0 | 3 dicembre 2014   | ISBN 978-88-6883-129-5 |
| 2  | Capitoli - 010. Antico (骨董?, Kottō) - 011. Maschera (仮面?, Kamen) - 012. Missione (任務?, Ninmu) - 013. Colomba (白鳩?, Shirahato) - 014. Acquazzone improvviso (驟雨?, Shūu) - 015. Madre e figlia (母娘?, Oyako) - 016. Reclusione (幽囚?, Yūshū) - 017. Rabbit (兎面?, Usagi-men) - 018. Crudele (未開?, Mikai) - 019. Sotterraneo (地下?, Chika)                                                                                  |                        |                   |                        |
| 3  | 19 giugno 2012 | ISBN 978-4-08-879357-3 | 25 febbraio 2015  | ISBN 978-88-6883-168-4 |
| 3  | Capitoli - 020. Il cancello bianco (白門?, Shiromon) - 021. Tristezza (哀悼?, Aitō) - 022. Giornale (新聞?, Shinbun) - 023. Scomparsa (失踪?, Shissō) - 024. La lama nascosta (隠刃?, Komo ha) - 025. Intuizione (開眼?, Kaigan) - 026. Avversario (対者?, Taisha) - 027. Tre persone (三人?, San'nin) - 028. Cerchio (円環?, Enkan) - 029. Mado (真戸?)                                                                                 |                        |                   |                        |
| 4  | 19 settembre 2012 | ISBN 978-4-08-879420-4 | 22 aprile 2015    | ISBN 978-88-6883-234-6 |
| 4  | Capitoli - 030. Sapore amaro (苦味?, Nigami) - 031. Yoriko (依子?) - 032. Il cibo del gourmet (美食?, Bishoku) - 033. Adulazione (甘言?, Kangen) - 034. Scorre (滑台?, Namera-dai) - 035. Lotta solitaria (孤闘?, Kogun) - 036. Preliminari (下拵?, Shitagoshita) - 037. Cena (晩餐?, Bansan) - 038. Smantellamento (解体?, Kaitai) - 039. Convivio (饗宴?, Kyōen)                                                                       |                        |                   |                        |
| 5  | 19 dicembre 2012 | ISBN 978-4-08-879478-5 | 24 giugno 2015    | ISBN 978-88-6883-257-5 |
| 5  | Capitoli - 040. Invito (招待?, Shōtai) - 041. Chiaro di luna (月光?, Gekkō) - 042. Graffio (掻爬?, Sōha) - 043. Cicatrice (残痕?, Zankon) - 044. Incarnazione (受肉?, Juniku) - 045. Ala nera (黒羽?, Kurohane) - 046. Torcia (灯火?, Tomoshibi) - 046,5. Rize (リゼ?) - 047. Alias (偽名?, Gimei) - 048. Ossa dell'orecchio (耳骨?, Mimi-kotsu)                                                                                         |                        |                   |                        |
| 6  | 18 gennaio 2013 | ISBN 978-4-08-879498-3 | 2 settembre 2015  | ISBN 978-88-6883-357-2 |
| 6  | Capitoli - 049. Uccello in gabbia (籠鳥?, Rōchō) - 050. Banjō (万丈?) - 051. Decreto (勅令?, Chokurei) - 052. Sequestro (強奪?, Gōdatsu) - 053. Lezione (講義?, Kōgi) - 054. Aogiri (青桐?) - 055. Piano (画策?, Kakusaku) - 056. Agitazione (蠢動?, Shundō) - 057. Fuga (逃奔?, Tōhon) - 058. Sorriso distorto (歪笑?, Hizumi emi) |                        |                   |                        |
| 7  | 19 aprile 2013 | ISBN 978-4-08-879546-1 | 21 ottobre 2015   | ISBN 978-88-6883-446-3 |
| 7  | Capitoli - 059. Chiuso (休業?, Kyūgyō) - 060. In allegria (衝天?, Shōten) - 061. Luce tenue (微光?, Bikō) - 062. Kaneki (金木?) - 063. Ghoul (喰種?, Kushu) - 064. Una scocciatura (邪魔?, Jama) - 065. Kakuja (赫者?) - 066. Rimozione (摘出?, Tekishutsu) - 067. Colpa (阿責?, Kuma seme) - 068. Possibilità d'incontro (邂逅?, Kaigō)                                                                                                 |                        |                   |                        |
| 8  | 19 luglio 2013 | ISBN 978-4-08-879613-0 | 23 dicembre 2015  | ISBN 978-88-6883-521-7 |
| 8  | Capitoli - 069. Quel giorno (過日?, Kajitsu) - 070. Sorella e fratello (姉弟?, Kyōdai) - 071. Due persone (二人?, Futari) - 072. Metà (半端?, Hanpa) - 073. Scintilla (火花?, Hibana) - 074. Persistenza (不屈?, Fukutsu) - 075. Segreto (秘密?, Himitsu) - 076. Faro (狼煙?, Noroshi) - 077. Edificio 7 (七棟?, Nana-mune) - 078. Diversivo (陽動?, Yōdō) - 079. Nuova luce (新光?, Shinkō)                                             |                        |                   |                        |
| 9  | 18 ottobre 2013 | ISBN 978-4-08-879652-9 | 22 febbraio 2016  | ISBN 978-88-6883-579-8 |
| 9  | Capitoli - 080. Promozione (昇任?, Shōnin) - 081. Sottoposto (部下?, Buka) - 082. Persona intelligente (識者?, Shikisha) - 083. Prete (神父?, Shinpu) - 084. Emergente (浮上?, Fujō) - 085. Un solo occhio (隻眼?, Sekigan) - 086. Visitatore (来客?, Raikyaku) - 087. Gossip (噂話?, Uwasabanashi) - 088. Insicuro (剣呑?, Ken'non) - 089. Inganno (奸計?, Kankei)                                                                      |                        |                   |                        |
| 10 | 17 gennaio 2014 | ISBN 978-4-08-879807-3 | 27 aprile 2016    | ISBN 978-88-6883-628-3 |
| 10 | Capitoli - 090. Ricerca (追駆?, Okkake) - 091. Determinazione (剛毅?, Gōki) - 092. Gentildonna (淑女?, Shukujo) - 093. Esca irresistibile (好餌?, Kōji) - 094. Dubbi interiori (胸中?, Kyōchū) - 095. Pied-à-terre (寓居?, Gūkyo) - 096. Clandestinità (潜行?, Senkō) - 097. Luna calante (下弦?, Kagen) - 098. Profondità (深層?, Shinsō) - 099. Ignoto (未知?, Michi) - 100. Centopiedi (百足?, Mukade)                                |                        |                   |                        |
| 11 | 18 aprile 2014 | ISBN 978-4-08-879809-7 | 22 giugno 2016    | ISBN 978-88-6883-629-0 |
| 11 | Capitoli - 101. Ibrido (混成?, Konsei) - 102. Shiro e Kuro (白黒?, Shirokuro) - 103. Recisioni (刺剃?, Sasori) - 104. Gas (瓦斯?, Gasu) - 105. I-O (僕私?, Boku Watashi) - 106. Amnistia (大赦?, Taisha) - 107. Fessure (裂目?, Sakeme) - 108. Artificiale (人工?, Jinkō) - 109. Impiccato (吊人?, Tsurushibito) - 110. Ritorno (帰来?, Kirai) - 111. Binari (線路?, Senro)                                                              |                        |                   |                        |
| 12 | 19 giugno 2014 | ISBN 978-4-08-879859-2 | 31 agosto 2016    | ISBN 978-88-6883-630-6 |
| 12 | Capitoli - 112. Luci spente (消灯?, Shōtō) - 113. Piume (氾羽?, Hanpa) - 114. Intrecciate (絡身?, Karami) - 115. Intrecci (破崩?, Hahō) - 116. Rincontro (再逢?, Saihō) - 117. Risaia a secco (乾田?, Kanden) - 118. Sbloccato (解錠?, Kaijō) - 119. Anteiku (旧九?, Kyū kyū) - 120. Touka (透過?, Tōka) - 121. Bersaglio (正鵠?, Seikoku)                                                                                               |                        |                   |                        |
| 13 | 20 agosto 2014 | ISBN 978-4-08-879887-5 | 28 settembre 2016 | ISBN 978-88-6883-631-3 |
| 13 | Capitoli - 122. Giraffa (黄鈴?, Kirin) - 123. Fronte interno (銃後?, Jūgo) - 124. Kuzen (口前?, Kuchimae) - 125. Angelo della distruzione (壊天?, Kaiten) - 126. Peccato originale (原罪?, Genzai) - 127. Legami stretti (堅縁?, Ken'en) - 128. Panorama cittadino (街望?, Machi Nozomu) - 129. In scena (芸劇?, Geigeki) - 130. Perdite (勝執?, Shōshitsu) - 131. Dischiusura (改問?, Kaimon) - 132. Festa di rincontro (祭開?, Saikai) |                        |                   |                        |
| 14 | 17 ottobre 2014 | ISBN 978-4-08-890031-5 | 26 ottobre 2016   | ISBN 978-88-6883-632-0 |
| 14 | Capitoli - 133. Sbriciolati (塊砕?, Kaisai) - 134. Barricata (倒惨?, Tōsan) - 135. Fine della pioggia (終雨?, Shūu) - 136. Gufo celato (伏牢?, Fukurō) - 137. Il prima e il poi (溢花?, Itsuka) - 138. Ignoranza (屍爛?, Shiran) - 139. Postumo (畏錯?, Isaku) - 140. Urla di dolore (切声?, Sessei) - 141. Bimbo ferito (痕児?, Ato-ji) - 142. Spettacolo finale (宴戯?, Engi) - 143. Ken (研?) - Epilogo                               |                        |                   |                        |

## Tokyo Ghoul:re
| 1  | 19 dicembre 2014 | ISBN 978-4-08-890081-0 | 26 ottobre 2016  | ISBN 978-88-6883-791-4 (ed. regolare) ISBN 978-88-6883-897-3 (ed. variant) |
| 1  | Capitoli - 001. Osso (骨?, Hone) - 002. La guida trascurata ed il serpente impaurito (委舵と畏蛇?, Ida to ida) - 003. Campana (鐘?, Kane) - 004. Pecora e maestro, visione e corpo (未と師、視と屍?, Mi to shi, mi to shi) - 005. Persone persistenti (執徒?, Shitto) - 006. Una brutta scommessa per il dominato (握人への悪賭?, Akuto e no akuto) - 007. Il gusto delle persone (昧人?, Maindo) - 008. Agente (代行者?, Daikōsha) - 009. Sentimenti ereditati (継情?, Keijō) |                        |                  |                                                                            |
| 2  | 19 marzo 2015 | ISBN 978-4-08-890132-9 | 21 dicembre 2016 | ISBN 978-88-6883-875-1                                                     |
| 2  | Capitoli - 010. Pseudo limite (疑枠?, Giwaku) - 011. Il valore dell'attesa (待ち甲斐?, Machigai) - 012. Anime appassite (枯魂?, Kodama) - 013. Aah, sangue, pioggia (ああ降ろう、血?, Ā furō, chi) - 014. Toccato dalla rima (韻に触れる?, In ni fureru) - 015. Grande sforzo (更努?, Kōdo) - 016. Destra (右?, Migi) - 017. Popolare (人気のある?, Ninkinoaru) - 018. Traghetto (フェリー?, Ferī) - 019. Party (パーティー?, Pātī) - 020. Moto rotatorio (回転運動?, Kaiten undō) |                        |                  |                                                                            |
| 3  | 19 giugno 2015 | ISBN 978-4-08-890211-1 | 22 febbraio 2017 | ISBN 978-88-6883-963-5                                                     |
| 3  | Capitoli - 021. Colpo di scena (ツイスト?, Tsuisuto) - 022. Passo falso (つまずく?, Tsumazuku) - 023. Perry (ペリー?, Perī) - 024. Sentimento premuroso (思いやりの気持ち?, Omoiyari no kimochi) - 025. Ordine (オーダー?, Ōdā) - 026. Ah (ヘクタール?, Hekutāru) - 027. Chiamata dall'interno (からの呼び出し?, Kara no yobidashi) - 028. Situazione nel caos (混乱の状況?, Konran no jōkyō) - 029. Cercare un nido (巣を探してください?, Su o sagashite kudasai) - 030. Congelarsi (凍結?, Tōketsu) - 031. Piyyut (ピーユート?, Pīyūto) |                        |                  |                                                                            |
| 4  | 18 settembre 2015 | ISBN 978-4-08-890254-8 | 19 aprile 2017   | ISBN 978-88-6883-964-2                                                     |
| 4  | Capitoli - 031.5. Con il maestro (マエストロと?, Maesutoro to) - 032. Mangiare fino a scoppiare (破裂に食べる?, Haretsu ni taberu) - 033. Libri in mano (手の書籍?, Te no shoseki) - 034. Gran forma (偉大な形?, Idaina katachi) - 035. Dipendenza (中毒?, Chūdoku) - 036. Improvvisamente (突然?, Totsuzen) - 037. Il segreto del morto (死者の秘密?, Shisha no himitsu) - 038. Un certo M (いくつかのM?, Ikutsu ka no M) - 039. Profondità (深さ?, Fuka-sa) - 040. Copertura (カバレッジ?, Kabarejji) - 041. L'asso di f (Fのエース?, F no ēsu) |                        |                  |                                                                            |
| 5  | 18 dicembre 2015 | ISBN 978-4-08-890331-6 | 21 giugno 2017   | ISBN 978-88-3275-059-1                                                     |
| 5  | Capitoli - 042. Filo (ワイヤー?, Waiyā) - 043. Suono rivelatore (サウンド検出器?, Saundo kenshutsu-ki) - 044. Cancelletto (ハッシュ値?, Hasshu-chi) - 045. Piano t (Tプラン?, T puran) - 046. C° (C°?) - 047. Incontro (ミーティング?, Mītingu) - 048. N.T. (N.T.?) - 049. Il pulsante del segnale (シグナルボタン?, Shigunaru botan) - 050. Mano (ハンド?, Hando) - 051. Consumato fino all'osso (骨に着用?, Hone ni chakuyō) - 052. Eva (エバ?, Eba) |                        |                  |                                                                            |
| 6  | 18 marzo 2016 | ISBN 978-4-08-890376-7 | 30 agosto 2017   | ISBN 978-88-3275-093-5                                                     |
| 6  | Capitoli - 053. Sogno (夢を見る?, Yume) - 054. Neonato (新生児?, Shinseiji) - 055. Alice& (アリス＆?, Arisu&) - 056. Il secondo re (第二王?, Dai ni ō) - 057. Sorriso di rammarico (後悔のスマイル?, Kōkai no sumairu) - 058. Debole a cuor leggero (弱い軽く?, Yowai karuku) - 059. In ginocchio (膝?, Hiza) - 060. Scia di sangue (血のトレイル?, Chi no toreiru) - 061. L'ENT (ENT?, ENT) - 062. Raggiungere il successo (成功を収める?, Seikō o osameru) - 063. Albero sepolto vivo (埋葬生きている木?, Maisō ikiteiru ki) |                        |                  |                                                                            |
| 7  | 17 giugno 2016 | ISBN 978-4-08-890411-5 | 25 ottobre 2017  | ISBN 978-88-3275-243-4                                                     |
| 7  | Capitoli - 064. Divoratore di viscere (根性の食い?, Konjō no kui) - 065. Passi pesanti (重い足音?, Omoi ashioto) - 066. Vecchia guardia (保守派?, Hoshuha) - 067. Cambiamento d'anima (コア変更?, Koa henkō) - 068. Quell'S (Sを鎮めます?, S o shizumemasu) - 069. Gestire la pulizia (ハンドルクリーニング?, Handoru kurīningu) - 070. Coniglio di tuono (サンダーラビット?, Sandā rabitto) - 071. Speranza e sofferenza (希望と苦悩?, Kibō to kunō) - 072. Sincope e trasmissione (失神と送信?, Shisshin to sōshin) - 073. Fiore (花?, Hana) - 074. EF - 075. L'uovo di K (Kの卵?, K no tamago) |                        |                  |                                                                            |
| 8  | 16 settembre 2016 | ISBN 978-4-08-890497-9 | 20 dicembre 2017 | ISBN 978-88-3275-268-7                                                     |
| 8  | Capitoli - 076. Lenta carestia (遅い飢餓?, Osoi kiga) - 077. Una morte insensata (無意味な死?, Muimi na shi) - 078. 100p - 079. Divorare (食い入るように見ます?, Kuiiruyōni mimasu) - 080. Denti (ティース?, Tīsu) - 081. Collana di perle (真珠のネックレス?, Shinju no nekkuresu) - 082. Dammi il tuo cuore (あなたの心をください?, Anata no kokoro o kudasai) - 083. Ho sentito il suono della porta chiudersi (私は、閉扉の音を聞きました?, Watashi wa, heihi no oto o kikimashita) - 084. Ali Donate (アリ寄付?, Ari kifu) - 085. Scatola bianca (ホワイトボックス?, Howaitobokkusu) - 086. Arcobaleno bianco (虹白?, Niji shiro) |                        |                  |                                                                            |
| 9  | 19 dicembre 2016 | ISBN 978-4-08-890559-4 | 28 febbraio 2018 | ISBN 978-88-3275-311-0                                                     |
| 9  | Capitoli - 087. Un bambino odiato (子供が嫌っ?, Kodomo ga iya~tsu) - 088. Esplosione (爆発?, Bakuhatsu) - 089. Meglio vomitare (より良い投げます?, Yoriyoi nagemasu) - 090. Spazzatura (ゴミ?, Gomi) - 091. Superiore (より高いです?, Yori takaidesu) - 092. Volto sgradevole (醜い顔?, Minikui kao) - 093. La menzogna di F (Fの嘘?, F no uso) - 094. Un cuore che si schiude (そのハッチ心?, Sono hatchi kokoro) - 095. AM - 096. Coaguli di sangue (血栓?, Kessen) - 097. Un corpo solo (ワンボディ?, Wan bodi) - 098. Vecchia scuola (古い学校?, Furui gakkō) |                        |                  |                                                                            |
| 10 | 17 marzo 2017 | ISBN 978-4-08-890603-4 | 26 aprile 2018   | ISBN 978-88-3275-366-0                                                     |
| 10 | Capitoli - 099. Bianco (ホワイト?, Howaito) - 100. Le mani rosse (レッド手?, Reddo-te) - 101. Giocattoli (トイズ?, Toizu) - 102. Grande ruota (大きな車輪?, Ōkina sharin) - 103. Quasi fin troppo benessere (ほとんどすべてあまりにもよくあること?, Hotondo subete amarini mo yoku aru koto) - 104. Morte improvvisa (突然死?, Totsuzenshi) - 105. Messa in scena (ステージング?, Sutējingu) - 106. Una rotta senza speranza (希望のないルート?, Kibōnonai rūto) - 107. V - 108. Eternità (永遠?, Eien) - 109. Anche la penna (でもペン?, Demo pen) - 110. Quello (一?, Ichi) |                        |                  |                                                                            |
| 11 | 19 giugno 2017 | ISBN 978-4-08-890682-9 | 20 giugno 2018   | ISBN 978-88-3275-463-6                                                     |
| 11 | Capitoli - 111. Set P - 112. Salvato dalla rete (ネットワークから保存?, Nettowāku kara hozon) - 113. Io sono (アイム?, Aimu) - 114. Caro (かわいいです?, Kawaīdesu) - 115. Domanda (需要?, Juyō) - 116. Il sogno di un giorno (1日の夢?, 1-Nichi no yume) - 117. Pollice in su (親指アップ?, Oyayubi appu) - 118. Buone notizie (良いニュース?, Yoi nyūsu) - 119. Cruz (クルス?, Kurusu) - 120. VE/SS/EL - 121. Qualcuno si leverà (誰かが上昇します?, Dareka ga jōshō shimasu) - 122. A che ora ti va bene? (何時間あなたは大丈夫ですか？?, Nanjikan anata wa daijōbu desu ka?) |                        |                  |                                                                            |
| 12 | 19 luglio 2017 | ISBN 978-4-08-890699-7 | 29 agosto 2018   | ISBN 978-88-3275-540-4                                                     |
| 12 | Capitoli - 123. Fallimento (故障?, Koshō) - 124. Un filo (ワイヤー?, Waiyā) - 125. X - 126. Anello (リング?, Ringu) - 127. Principio (原則?, Gensoku) - 128. Pasto (食事?, Shokuji) - 129. Sofferenza (苦しみ?, Kurushimi) - 130. Insignificante (僅少?, Kinshō) - 131. Maiale pensante (豚の思考?, Buta no shikō) - 132. Due significati (二つの意味?, Futatsu no imi) |                        |                  |                                                                            |
| 13 | 19 ottobre 2017 | ISBN 978-4-08-890758-1 | 17 ottobre 2018  | ISBN 978-88-3275-633-3                                                     |
| 13 | Capitoli - 133. Ho creato gli shinigami per tre persone (私は3人のために死神を作成しました?, Watashi wa 3-ri no tame ni shinigami o sakusei shimashita) - 134. Non lo so (いざ知らず?, Izashirazu) - 135. Cala la notte (夜の滝?, Yoru no taki) - 136. Il coraggio non basta (勇気は十分ではありません?, Yūki wa jūbun de wa arimasen) - 137. Izanagi (イザナギ?) - 138. Caduta dalla torre (塔から落ちた?, Tō kara ochita) - 139. Ride (乗ります?, Norimasu) - 140. Un omicidio di N (N殺人?, N satsujin) - 141. Abbastanza da macchiare (かなり汚れている?, Kanari yogoreteiru) - 142. Cadere nella disperazione (絶望に陥る?, Zetsubō ni ochīru) - 143. ␣ - 144. A                                                                                          |                        |                  |                                                                            |
| 14 | 19 gennaio 2018 | ISBN 978-4-08-890820-5 | 19 dicembre 2018 | ISBN 978-88-3275-695-1                                                     |
| 14 | Capitoli - 145. Titolo (タイトル?, Taitoru) - 146. : - 147. 1 - 148. Dov'è la lapide? (墓石はどこですか？?, Boseki wa doko desu ka?) - 149. Dividendo il bambù (竹を割る?, Take o waru) - 150. Arca (箱舟?, Hakobune) - 151. Uscire (エグジット?, Egujitto) - 152. Un sacrificio (犠牲?, Gisei) - 153. Un cumulo di spazzatura (ごみの山?, Gomi no yama) - 154. Traccia (トラック?, Torakku) |                        |                  |                                                                            |
| 15 | 19 marzo 2018 | ISBN 978-4-08-890881-6 | 13 febbraio 2019 | ISBN 978-88-3275-733-0                                                     |
| 15 | Capitoli - 155. Molte bugie (多くの嘘?, Ōku no uso) - 156. Uchicawa - 157. Segno (看板?, Kanban) - 158. Giusto (右?, Migi) - 159. S - 160. Lamento (嘆きます?, Nagekimasu) - 161. Vieni,ultimo dolce istante della morte (さあ、最後の甘い瞬間?, Sā, saigo no amai shunkan) - 162. Melograno (ザクロ?, Zakuro) - 163. Indistruttibile (不滅?, Fumetsu) - 164. Quello bianco (白いもの?, Shiroimono) |                        |                  |                                                                            |
| 16 | 19 luglio 2018 | ISBN 978-4-08-891050-5 | 24 aprile 2019   | ISBN 978-88-3275-792-7                                                     |
| 16 | Capitoli - 165. Sul filo del rasoio (かみそりの端に?, Kami sori no hashi ni) - 166. ET - 167. Vedere oltre (さらに見る?, Sarani miru) - 168. Delizioso, ma... (おいしいですが...?, Oishīdesuga) - 169. Verso i fattori di gruppo (グループ要因に向けて?, Gurūpu yōin ni mukete) - 170. L'evoluzione e le stelle (進化と星?, Shinka to hoshi) - 171. Svanire (消えます?, Kiemasu) - 172. Basta così (それで十分です?, Sorede jūbundesu) - 173. Superare (克服?, Kokufuku) - 174. Fare (やります?, Yarimasu) - 175. Il signore degli insetti (昆虫の君主?, Konchū no kunshu) - 176. Perdita (損失?, Sonshitsu) - 177. Risultato (結果?, Kekka) - 178. Bianco e Coniglio (白とウサギ?, Shiro to usagi) - 179. La canzone della Capra (カプラの歌?, Kapura no uta) |                        |                  |                                                                            |